# Фран Меріда
Франсіско Меріда Перес (ісп. і кат. Francisco Mérida Pérez; нар. 4 березня 1990, Барселона) — іспанський футболіст, півзахисник китайського клубу «Тяньцзінь Цзіньмень Тайгер».

## Клубна кар'єра

### «Барселона»
Меріда потрапив до академії «Барселони» у вісім років. Однак у вересні 2005 року він покинув її лави. Батьки Франа вирішили, що їхній син краще буде розвиватися поза межами академії «Барселони». Агент Франа повідомив низку великих клубів, що Меріда може перейти до них. У підсумку іспанський футболіст потрапив до лондонського «Арсенала». «Барселона» не отримала компенсацію, бо Меріда не міг до того часу підписати з нею контракт.
Однак 9 жовтня 2007 року суд зобов'язав Франа виплатити «Барселоні» 3,2 мільйона євро за порушення умов попередньої угоди з каталонським клубом.

### «Арсенал»
У своєму першому сезоні, який Фран провів у молодіжній та резервній командах «Арсенала», Меріда запам'ятався шанувальникам «канонірів» своїм добре поставленим ударом. Іспанець провів 33 матчі, в яких забив 9 м'ячів.
Початок сезону 2007/08 Фран провів поза «Арсеналом», бо представляв свою збірну на юнацькому чемпіонаті світу. Повернувшись звідти, він дебютував за першу команду. Це трапилося 25 вересня 2007 року в матчі третього раунду Кубка ліги. Меріда вийшов на заміну, а «Арсенал» здобув перемогу над «Ньюкаслом» з рахунком 2:0. Фран виходив на заміну також в 1/8 і 1/4 фіналу Кубка ліги. 3 квітня 2008 року Меріда продовжив контракт з «Арсеналом». Арсен Венгер тоді похвалив гравця і передбачав йому велике майбутнє в «Арсеналі».

### «Реал Сосьєдад»
27 грудня 2007 року кандидат у президенти «Реал Сосьєдада» Іньякі Бадіола оголосив, що домовився про оренду Франа Меріди до кінця поточного сезону. 4 січня він домігся перемоги на виборах, а через 5 днів про оренду Франа було оголошено офіційно. В Іспанії Меріда зіграв у 17 матчах, забив один гол і віддав 6 гольових передач.

### Повернення до «Арсенала»
На початку сезону 2008/09 Меріда вперше вийшов у стартовому складі першої команди «Арсенала». Це сталося 23 вересня в матчі Кубка ліги проти «Шеффілд Юнайтед». Гра закінчилася з рахунком 6:0 на користь «канонірів». Також Фран зіграв усі 90 хвилин 1/8 фіналу Кубка ліги проти «Вігана». Цей матч закінчився з рахунком 3:0 на користь «Арсеналу». Меріда показав себе розумним гравцем, який вміє віддати тонкий пас, однак водночас проявилася його нестача фізичної сили. Матч 1/4 фіналу Кубка ліги проти «Бернлі» «Арсенал» програв з рахунком 2:0, що скоротило шанси Франа ще раз зіграти в поточному сезоні за першу команду.
3 березня Меріда дебютував у Прем'єр-лізі в матчі проти «Вест-Бромвіч Альбіон». За 8 хвилин до кінця матчу він замінив Саміра Насрі. Наприкінці сезону він ще раз зіграв у Прем'єр-лізі, вийшовши на заміну в матчі проти «Портсмута» на 78 хвилині.
Перед початком сезону 2009/10 Меріду перевели до першої команди й дали йому 32 номер. Розглядали варіант з його орендою, але в підсумку і тренер «Арсеналу» і сам гравець вирішили, що йому краще залишитися. Венгер мотивував це тим, що іспанець надто талановитий, щоб відпускати його в оренду. У третьому турі Прем'єр-ліги Фран відіграв 20 хвилин у матчі з «Портсмутом». Однак потім він поїхав виступати за юнацьку збірну, тому не грав ні в АПЛ, ні в 1/16 Кубка ліги.
28 жовтня Меріда вийшов в основі у матчі 1/8 Кубка ліги проти «Ліверпуля». Красивим ударом у «дев'ятку» Фран забив перший гол у зустрічі, потім він віддав гольовий пас на Бентнера. Гра завершилася перемогою «Арсеналу» з рахунком 2:1. Після матчу Венгер похвалив іспанця, сказавши, що він ідеально підходить до стилю гри «канонірів».
Водночас чутки сватали його в «Атлетіко Мадрид». Сам Фран заявляв, що нікуди не збирається йти і сподівається підписати новий контракт. Пізніше Венгер повідомив, що новий контракт узгоджено і залишилося його просто підписати. Однак у січні 2010 року з'явились чутки, що Меріда підписав попередню угоду з «Атлетіко» і перейде до табору іспанців улітку. Причиною того, що Меріда не підписав новий контракт з «Арсеналом», називали те, що у зв'язку з високою конкуренцією серед молодих гравців Фран отримує дуже мало ігрового часу. Венгер відмовився коментувати чутки, заявивши, що він про це не чув, однак не відкидає того, що це правда, бо Меріду постійно намагаються «дестабілізувати» різні «порадники». Однак через кілька днів агент Меріди спростував чутки, заявивши, що для Франа пріоритетним є підписання нового контракту з «Арсеналом».
17 січня 2010 року в матчі АПЛ з «Болтоном» Меріда забив свій перший м'яч у Прем'єр-лізі, вийшовши на заміну на 63 хвилині.
По завершенні сезону Меріда вирішив не підписувати новий контракт з «Арсеналом». За словами його агента причиною стало бажання отримувати більше ігрового часу.
У липні 2010 року Меріда в статусі вільного агента перейшов до «Атлетіко Мадрид», підписавши контракт на чотири роки.
У серпні 2011 року перейшов до «Браги» на правах оренди.

## Виступи за збірну
Меріда був одним з найяскравіших гравців збірної Іспанії U-17, яка 2007 року виграла чемпіонат Європи і дійшла до фіналу чемпіонату світу.
Зі збірної U-19 Меріда пробився в завершальну частину чемпіонату Європи 2009, проте його команда не змогла подолати груповий раунд.
На початку сезону 2009/10 Меріду викликали до збірної U-20 на чемпіонат світу. У першому матчі проти Таїті Іспанія розгромила суперника з рахунком 8:0, а Меріда забив гол і віддав гольову передачу. Наступний матч проти Нігерії також завершився перемогою іспанців, цього разу з рахунком 2:0. Обидва голи забив Меріда. Тим самим Іспанія забезпечила собі вихід з групи, а останній матч групового раунду Фран провів на лаві запасних, бо перебував під загрозою дискваліфікації через перебір жовтих карток. Однак вже після першого матчу плей-оф Іспанія вибула зі змагань. Залишившись у першому таймі вдесятьох, вони програли італійцям з рахунком 1:3.

## Статистика виступів за клуб
Станом на 14 вересня 2015
| Клуб                | Сезон              | Ліга                  | Ліга | Ліга | Кубок | Кубок | Європа | Європа | Інші | Інші | Загалом | Загалом |
| Клуб                | Сезон              | Дивізіон              | Ігри | Голи | Ігри  | Голи  | Ігри   | Голи   | Ігри | Голи | Ігри    | Голи    |
| ------------------- | ------------------ | --------------------- | ---- | ---- | ----- | ----- | ------ | ------ | ---- | ---- | ------- | ------- |
| Арсенал             | 2007–08            | Прем'єр-ліга (Англія) | 0    | 0    | 3     | 0     | 0      | 0      | —    | —    | 3       | 0       |
| Арсенал             | 2008–09            | Прем'єр-ліга          | 2    | 0    | 3     | 0     | 0      | 0      | —    | —    | 5       | 0       |
| Арсенал             | 2009–10            | Прем'єр-ліга          | 4    | 1    | 3     | 1     | 1      | 0      | —    | —    | 8       | 2       |
| Арсенал             | Загалом            | Загалом               | 6    | 1    | 9     | 1     | 1      | 0      | —    | —    | 16      | 2       |
| Реал Сосьєдад       | 2007–08            | Сегунда Дивізіон      | 17   | 1    | 0     | 0     | —      | —      | —    | —    | 17      | 1       |
| Атлетіко (Мадрид)   | 2010–2011          | Ла-Ліга               | 17   | 0    | 5     | 2     | 4      | 1      | 1    | 0    | 27      | 3       |
| Атлетіко (Мадрид)   | 2011–2012          | Ла-Ліга               | 3    | 0    | 0     | 0     | 0      | 0      | —    | —    | 3       | 0       |
| Атлетіко (Мадрид)   | Загалом            | Загалом               | 20   | 0    | 5     | 2     | 4      | 1      | 1    | 0    | 30      | 3       |
| Брага               | 2011–12            | Прімейра-Ліга         | 5    | 0    | 0     | 0     | 2      | 0      | —    | —    | 7       | 0       |
| Еркулес             | 2012–13            | Сегунда Дивізіон      | 18   | 1    | 1     | 0     | —      | —      | —    | —    | 19      | 1       |
| Атлетіку Паранаенсі | 2013               | Серія A               | 6    | 1    | 4     | 0     | 0      | 0      | —    | —    | 10      | 1       |
| Атлетіку Паранаенсі | 2014               | Серія A               | 0    | 0    | 0     | 0     | 6      | 0      | —    | —    | 6       | 0       |
| Атлетіку Паранаенсі | Загалом            | Загалом               | 6    | 1    | 4     | 0     | 6      | 0      | —    | —    | 16      | 1       |
| Уеска               | 2014–15            | Сегунда Дивізіон Б    | 21   | 1    | 0     | 0     | —      | —      | —    | —    | 21      | 1       |
| Уеска               | 2015–16            | Сегунда Дивізіон      | 37   | 7    | 1     | 0     | —      | —      | —    | —    | 38      | 7       |
| Уеска               | Загалом            | Загалом               | 58   | 8    | 1     | 0     | —      | —      | —    | —    | 59      | 8       |
| Загалом за кар'єру  | Загалом за кар'єру | Загалом за кар'єру    | 130  | 12   | 20    | 3     | 13     | 1      | 1    | 0    | 164     | 16      |

1. ↑  Матчі в Лізі чемпіонів
2. ↑  Матчі в Лізі Європи
3. ↑  Матчі в Суперкубку УЄФА
4. ↑  Матчі в Лізі Європи
5. ↑  Матчі в Кубку Лібертадорес

## Титули і досягнення
Збірна Іспанії (до 17)
- Чемпіон Європи (U-17): 2007

«Атлетіко Мадрид»
- Переможець Суперкубка УЄФА: 2010